# Tornarem
Tornarem és un telefilm coproduït per TVE i TV3, emesa per aquesta última el 2011. La seva emissió va estar dividida en dues parts d'una hora i mitja cadascuna aproximadament. El primer capítol es va emetre el 16 d'abril de 2012, i va ser vist per una mitjana de 571.000 teleespectadors, mentre que el segon el va fer una setmana més tard. Es tracta d'un drama històric ambientat el 1944 que narra la història de La Nou, una companyia de republicans espanyols que van haver d'exiliar-se a França durant la guerra civil espanyola i que van combatre en la Segona Guerra Mundial.

## Argument
La ficció recrea la història de republicans espanyols que després de perdre la guerra civil van poder exiliar-se a França i participar en la Segona Guerra Mundial per a intentar posar fi al feixisme a Europa. En aquest context històric una història d'amor succeeix entre París i Barcelona.
Fugint de les tropes franquistes que entren a Barcelona al final de la Guerra Civil, Lola (Bea Segura) i Felip (Roger Coma) vine com la seva filla María (Jeannine Mestre) és segrestada pels falangistes. Obligats a seguir el seu camí cap a l'exili, la parella és reclosa al camp de concentració d'Argelers. Quan aconsegueixen sortir, Felip tornarà a Barcelona per a recuperar a la seva filla, encara que una sèrie de fets ho portaran a lluitar a Àfrica durant cinc anys a les ordres del general Leclerc. Mentrestant, a França, Lola coneixerà a Manel (Oriol Tarrasón), un passador de refugiats del qual no podrà evitar enamorar-se.

## Repartiment
- Bea Segura - Lola
- Roger Coma - Felip
- Oriol Tarrasón - Manel
- Javier Beltrán - Garcia (jove)
- Jordi Dauder - Garcia (adult)
- Marc Martínez - Tinent Granados
- Aida Folch - Anna
- Iván Morales - Hèctor
- Jeannine Mestre - Maria
- Bruna Montoto - Maria (nena)
- Martina Canales - Maria (adolescent)
- Myriam Mezières - Dominique
- Maryse Pawloff - Madame Ullman
- Ernesto Collado - Jordi
- Koos Vos - Tinent SS Kahar
- Guillem Motos - Pujol
- Aida Oset - Estrella
- Enric Bonicatto - Tanguy
- Miko Jarry - Capità Dronne
- Thomas Saurteig - Capità Meyer
- Benoit Laudenbach - Leclerc

## Producció
Per al guió es va comptar amb l'únic supervivent de la Nou, Luis Royo. A pesar d'haver invertit uns 3 milions d'euros, TVE va decidir no emetre la sèrie.

## Premis i nominacions
En 2012 va obtenir el Premi Iris a la Millor Ficció Autonòmica de part de l'Acadèmia de les Ciències i les Arts de Televisió. També va ser nominada a millor mini-sèrie al Festival de Televisió de Montecarlo. A més, Bea Segura va ser nominada a millor actriu També va ser guardonat el director de fotografia de la pel·lícula, Josep María Civit, amb el premi PRISMA AEC a la millor fotografia en produccions per a televisió concedit per l'Associació Espanyola per a la Qualitat.
En 2013, la pel·lícula va rebre el premi a millor guió de Pau Garsaball i Marta Grau al Festival de Televisió de Sichuan, a la Xina. Fou guadonada en la V edició dels Premis Gaudí el 2013 a la millor pel·lícula per a televisió.
Felip Solé va ser guardonat en la 19a edició del Festival de Televisió de Shanghai amb el premi a millor director en pel·lícula per a televisió.